# Steilhänge der Saar
Das Naturschutzgebiet Steilhänge der Saar liegt auf dem Gebiet der Gemeinden Mettlach und Perl sowie der Stadt Merzig im Landkreis Merzig-Wadern im Saarland.

## Bedeutung
Das 1086 ha große Gebiet ist seit dem 21. Juni 2017 als Naturschutzgebiet ausgewiesen und ersetzt die vorherigen Schutzgebiete „Saar-Steilhänge/Lutwinuswald“, „Steinbachtal westlich Saarschleife“, „Hundscheiderbachtal“ und „Hundscheiderbachtal (Erweiterung)“. Es ist weitgehend deckungsgleich mit dem EU-Vogelschutzgebiet und FFH-Gebiet gleichen Namens.
Das aus vier Teilgebieten bestehende Gebiet erstreckt sich nordöstlich und südwestlich von Saarhölzbach, einem Ortsteil von Mettlach. Durch das Gebiet hindurch verläuft die Landesstraße L 176, westlich verläuft die L 178, südöstlich und durch das Gebiet hindurch die B 51. Am nordöstlichen und südöstlichen Rand und durch das Gebiet hindurch fließt die Saar, am nordöstlichen Rand verläuft die Landesgrenze zu Rheinland-Pfalz.